# Grup de la pearceïta-polibasita
El grup de la pearceïta-polibasita és un grup de minerals format per deu espècies de la classe dels sulfurs, concretament sulfosals d'argent i coure. Aquestes espècies són: argentopearceïta, argentopolibasita-T2ac, auropolibasita, benleonardita, cupropearceïta, cupropolibasita, pearceïta, polibasita i selenopolibasita. De vegades aquest grup també és anomenat com a grup de la pearceïta o grup de la polibasita. Tots els minerals que formen aquest grup cristal·litzen en el sistema trigonal, excepte la polibasita que ho fa en el sistema monoclínic.
| Espècie           | Fórmula                                     |
| ----------------- | ------------------------------------------- |
| Argentopearceïta  | Ag16As₂S11                                  |
| Argentopolibasita | Ag16Sb₂S11                                  |
| Auropearceïta     | [Ag₉AuS₄][Ag₆As₂S₇]                         |
| Auropolibasita    | [Ag₉AuS₄][Ag₆Sb₂S₇]                         |
| Benleonardita     | Ag15Cu(Sb,As)₂S₇Te₄                         |
| Cupropearceïta    | [Cu₆As₂S₇][Ag9CuS₄]                         |
| Cupropolibasita   | [Cu₆As₂S₇][Ag9CuS₄]                         |
| Fengruiïta        | [Ag₆Sb₂S₇][Ag₉CuS₂Te₂]                      |
| Pearceïta         | [(Ag,Cu)₆](As,Sb)₂S₇][Ag9CuS₄]              |
| Polibasita        | [(Ag,Cu)₆](Sb,As)₂S₇][Ag9CuS₄]              |
| Selenopolibasita  | [(Ag,Cu)₆](As,Sb)₂(S,Se)₇][Ag9Cu(S,Se)₂Se₂] |

Segons la classificació de Nickel-Strunz la benleonardita pertany a 02.LA.10, sulfosals sense classificar sense Pb essencial, juntament amb: dervil·lita, daomanita, vaughanita, criddleïta, fettelita, chameanita, arcubisita, mgriïta, tsnigriïta, borovskita i jonassonita. La resta d'espècies del grup pertanyen a "02.GB - Nesosulfarsenits, etc. amb S addicional» juntament amb els següents minerals: argentotennantita, giraudita, goldfieldita, hakita, tennantita, tetraedrita, selenoestefanita, estefanita i galkhaïta.
Als territoris de parla catalana han estat descrites dues d'aquestes espècies: la pearceïta i la polibasita. Se n'ha trobat pearceïta a L'Espluga de Francolí i a la mina Atrevida (Vimbodí i Poblet), totes tots dos indrets a la Conca de Barberà. La polibasita ha estat trobada a Glorianes (Conflent) i també a la mina Atrevida, al mateix indret que la pearceïta.